# Römische Streitkräfte in Arabia
Die Römischen Streitkräfte in Arabia (lateinisch exercitus Arabicus) bestanden nach der Annexion des Nabatäerreichs durch Trajan um 106 n. Chr. aus den in der römischen Provinz Arabia Petraea stationierten Legionen und Auxiliartruppen.
Im Zuge der Verwaltungs- und Heeresreform unter Kaiser Diokletian wurden die Provinzen des römischen Reichs neu aufgeteilt und in zwölf Diözesen zusammengefasst (siehe Liste der römischen Provinzen ab Diokletian). Laut der Notitia Dignitatum war die Provinz Arabia Teil der Dioecesis Orientis.

## Legionen
- Legio III Cyrenaica: sie war ab 106 in Bostra stationiert.
- Legio IIII Martia: sie war in Betthorus stationiert.

## Auxiliartruppen
Auf Militärdiplomen aus den Jahren 123/126 bis 145 werden 2 Alae und 6 Kohorten für die Provinz aufgeführt:
| - Ala I Ulpia Dromadariorum - Ala Veterana Gaetulorum | - Cohors I Aelia Classica - Cohors I Augusta Thracum | - Cohors II Aurelia Classica - Cohors I Hispanorum Cyrenaica | - Cohors VI Hispanorum - Cohors I Thracum |

## Notitia dignitatum
In der Notitia dignitatum werden unter dem Kommando des Dux Arabiae folgende Einheiten aufgeführt:
| - Ala secunda Constantiana - Ala secunda felix Valentiniana - Ala sexta Hispanorum - Ala secunda Miliarensis - Ala nona miliaria | - Ala prima Valentiana - Cohors tertia Alpinorum - Cohors tertia felix Arabum - Cohors prima miliaria Thracum - Cohors prima Thracum | - Cohors octava voluntaria - Equites Dalmatae Illyriciani - Equites Mauri Illyriciani - Equites promoti Illyriciani - Equites promoti indigenae | - Equites sagittari indigenae - Equites scutarii Illyriciani - Legio tertia Cyrenaica - Legio quarta Martia |